# 오코침 양조장

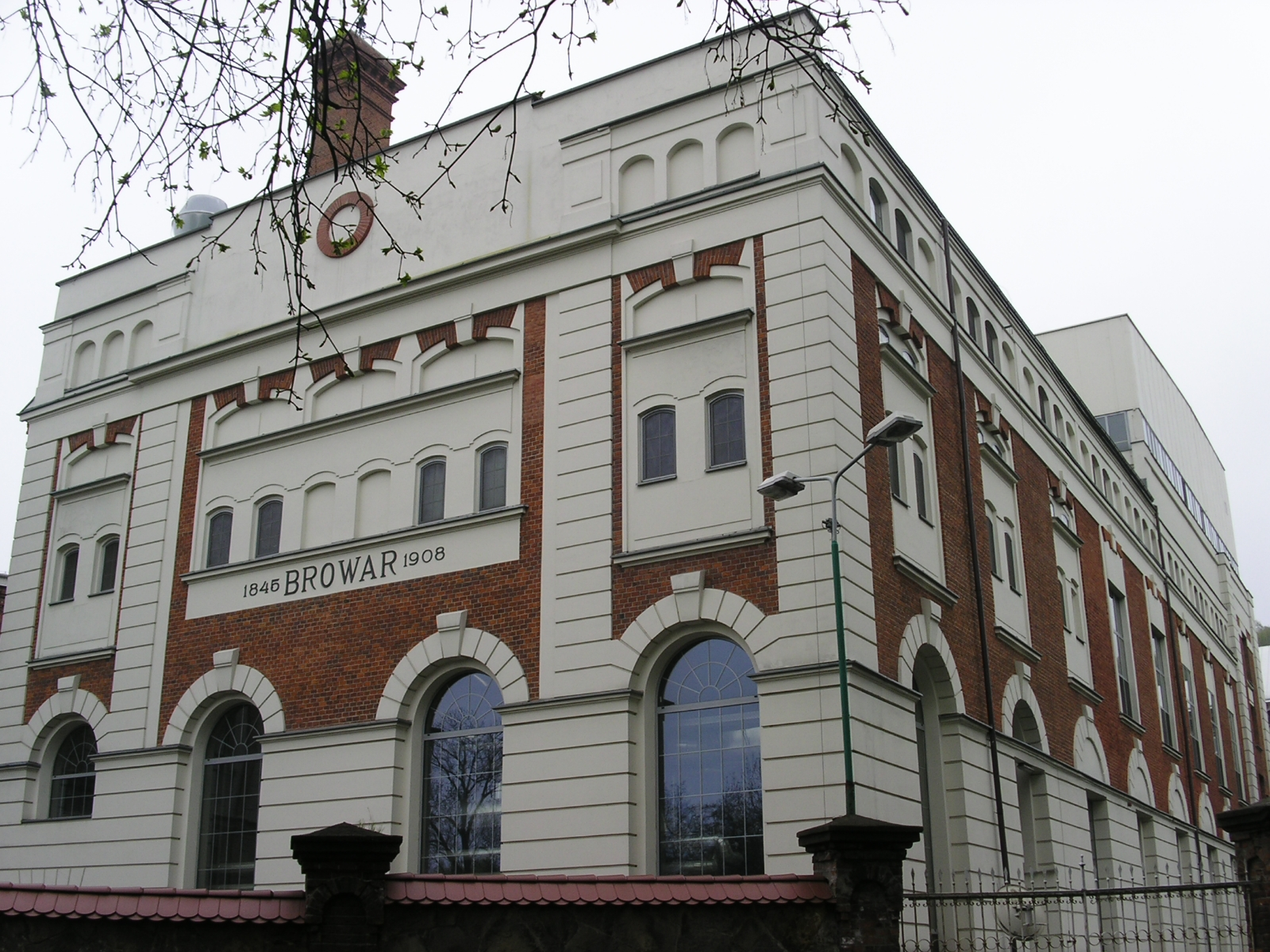
오코침 양조장

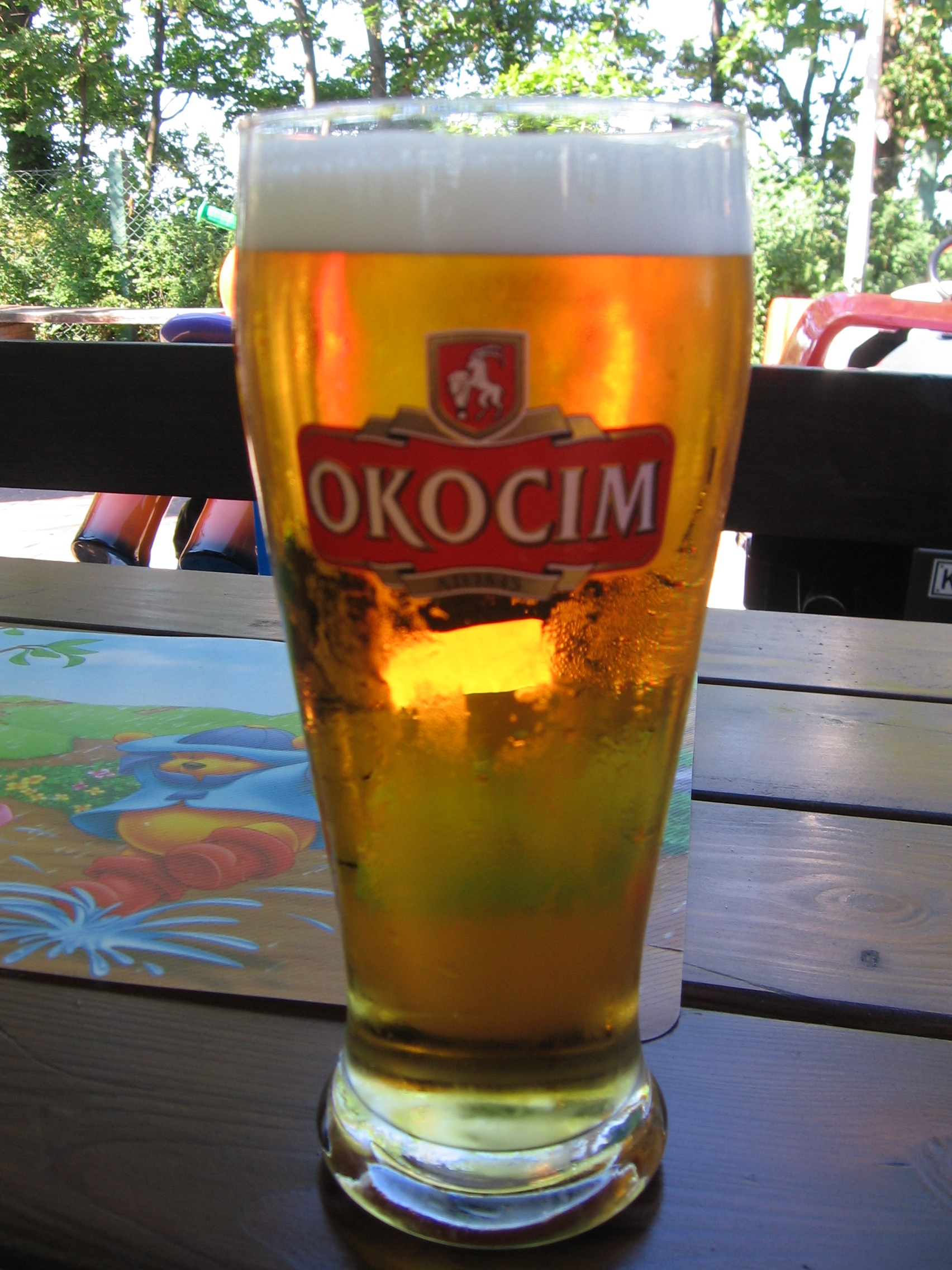
오코침 맥주

오코침 양조장(폴란드어: Browar Okocim)은 폴란드의 맥주 양조장이다. 마워폴스카주 브제스코에 위치한다. 1815년 비르템베르크에서 태어난 요한 에반겔리스트 괴츠가 1845년에 설립하였다. 그의 아들 얀 알빈은 가업을 확장하고 폴란드 귀족과 결혼하여 이름을 괴츠오코침스키로 변경했다. 1945년에 양조장은 국유화 되었다가 1990년대에 다시 민영화되었다. 칼스버그는 1996년에 지분을 인수하여 1/3의 지배권을 인수했다.